# Saʿsaʿ
Saʿsaʿ (arabisch سعسع, DMG Saʿsaʿ; auch Saasaa) ist ein Ort in Syrien. Er liegt im Südwesten von Damaskus unweit der Golanhöhen mit dem Berg Hermon. Saʿsaʿ ist gleichzeitig eine administrative Verwaltungseinheit von 17 Orten mit insgesamt 45.233 Bewohnern und gehört zum Distrikt Qatana (Minṭaqat Qaṭana) im Gouvernement Rif Dimaschq. Die Nachbarortschaften sind Kafr Hawar nach Norden, Kanakir nach Osten, Durin zum Südwesten und im Süden Dair Makir. 2004 hatte Saʿsaʿ nach den Ermittlungen des Zentralbüros für Statistik 9945 Einwohner.

## Söhne und Töchter des Orts
- Dschaber al-Bakr (1994–2016), mutmaßlicher IS-Terrorist